# Leonore Harris
Leonore Harris (28 de julio de 1879 – 27 de septiembre de 1953) fue una actriz de cine y teatro estadounidense. Apareció en algunas películas mudas, pero prefería los escenarios de Broadway. De joven fue una de las muchas actrices que aparecieron en los paquetes de cigarrillos de Philip Morris.

## Filmografía
- Betty of Greystone (1916)
- Human Driftwood (1916)
- The Decoy (1916) (copia: Library of Congress-LoC, BFI Natl. Film & TV)
- Friday the 13th (1916)
- The Iron Heart (1917)
- To-Day (1917)
- The Faithless Sex (1922)(*un reestreno de la película de 1916 The Decoy)